# Thorvald Nilsen
Thorvald Nilsen (ur. 6 sierpnia 1881 roku w Kristiansand, zm. 19 kwietnia 1940 roku w Buenos Aires) – norweski wojskowy i polarnik, uczestnik wyprawy Amundsena na biegun południowy z lat 1910-1912.

## Życiorys

### Dzieciństwo i Młodość
Urodził się 6 sierpnia 1881 roku w Kristiansand. Był starszym z dwójki dzieci handlarza Nikolai Emila Nilsena i Anne Lovise Tønnesdatter Aarrestad. W 1900 roku przeszedł egzaminy na oficera żeglugi, po czym wstąpił do Szkoły Marynarki Wojennej w Karljohansvern, w gminie Horten. Uczelnię tę ukończył w 1903 roku z 10. wynikiem wśród 20 absolwentów z tego rocznika. W 1906 roku został mianowany porucznikiem. Następnie pływał w roli oficera na statkach handlowych, kursujących pomiędzy Europą a Ameryką Południową.

### Podróż statku "Fram"
Gdy dotarła do niego wiadomość o projektowanej przez Amundsena podróży na biegun północny, postanowił dołączyć do polarników. Został zaaprobowany jako członek załogi przez Amundsena, zaś po śmierci Ole Engelstada mianowano go kapitanem statku "Fram". Przed wyruszeniem z Norwegii został też poinformowany o prawdziwym celu podróży, jakim był nie biegun północny, a południowy. 9 sierpnia 1910 roku wyruszył z Kristiansand na "Framie" wraz z liczącą 19 osób załogą. 13 stycznia 1911 roku ekspedycja dotarła do Zatoki Wielorybiej na Antarktydzie. 14 lutego, po opuszczeniu statku przez 9 osób pozostających na zimę na Antarktydzie, Nilsen skierował się wraz z pozostałą częścią załogi w kierunku Buenos Aires, gdzie miał uzupełnić zapasy. Po wykonaniu tego zadania rozpoczął kilkumiesięczny rejs po Oceanie Południowym, podczas którego wspólnie z Aleksandrem Kuczinem przeprowadził badania oceanograficzne.
W styczniu 1912 roku powrócił wraz ze statkiem "Fram" na Antarktydę, gdzie zabrał na pokład pozostawionych tam rok wcześniej uczestników wyprawy. Było wśród nich pięciu zdobywców bieguna południowego: Amundsen, Oscar Wisting, Sverre Hassel, Helmer Hanssen i Olav Bjaaland. Wspólnie z pozostałymi uczestnikami ekspedycji Nilsen dotarł do Hobart na Tasmanii, po czym skierował się do Buenos Aires. Miał tam nadzorować przygotowania "Frama" do wypłynięcia w kierunku bieguna północnego. Amundsen ostatecznie odwołał jednak projektowaną przez siebie wyprawę na północ, więc w grudniu 1912 roku Nilsen powrócił do Norwegii.
Latem 1913 roku powrócił do Ameryki, gdzie ponownie objął dowództwo nad "Framem". Miał na jego pokładzie przepłynąć jako pierwszy przez Kanał Panamski. Ten nie został jednak ukończony na czas, więc załoga skierowała się na południe celem opłynięcia Ameryki Południowej. Z powodu trudnych warunków żeglugi i plagi szczurów statek został jednak zawrócony do Norwegii. Do Horten przybył 17 lipca 1914 roku.

### Dalsza działalność
Na czas I wojny światowej powrócił do marynarki wojennej, gdzie pełnił funkcję kapitana torpedowca. 14 września 1914 roku poślubił w Nordstrand Fridę Lem. W 1920 roku nadano mu stopień kapitana marynarki, lecz niebawem zrezygnował ze służby i odbył kurs na dyspaszera. W 1920 roku wraz z żoną przeprowadził się do Buenos Aires, gdzie podjął pracę jako agent ubezpieczeniowy dla norweskiego przedsiębiorstwa. W ciągu kolejnych kilkunastu lat wielokrotnie odwiedzał Norwegię. 19 kwietnia 1940 roku zmarł w Buenos Aires.

## Odznaczenia i upamiętnienie
Za udział w ekspedycji na biegun południowy został uhonorowany Orderem Świętego Olafa. Później został także kawalerem francuskiego Orderu Narodowego Legii Honorowej.
Jego imieniem nazwano znajdujący się na Antarktydzie Płaskowyż Nilsena.